# Encyclopédie nationale de l'Azerbaïdjan

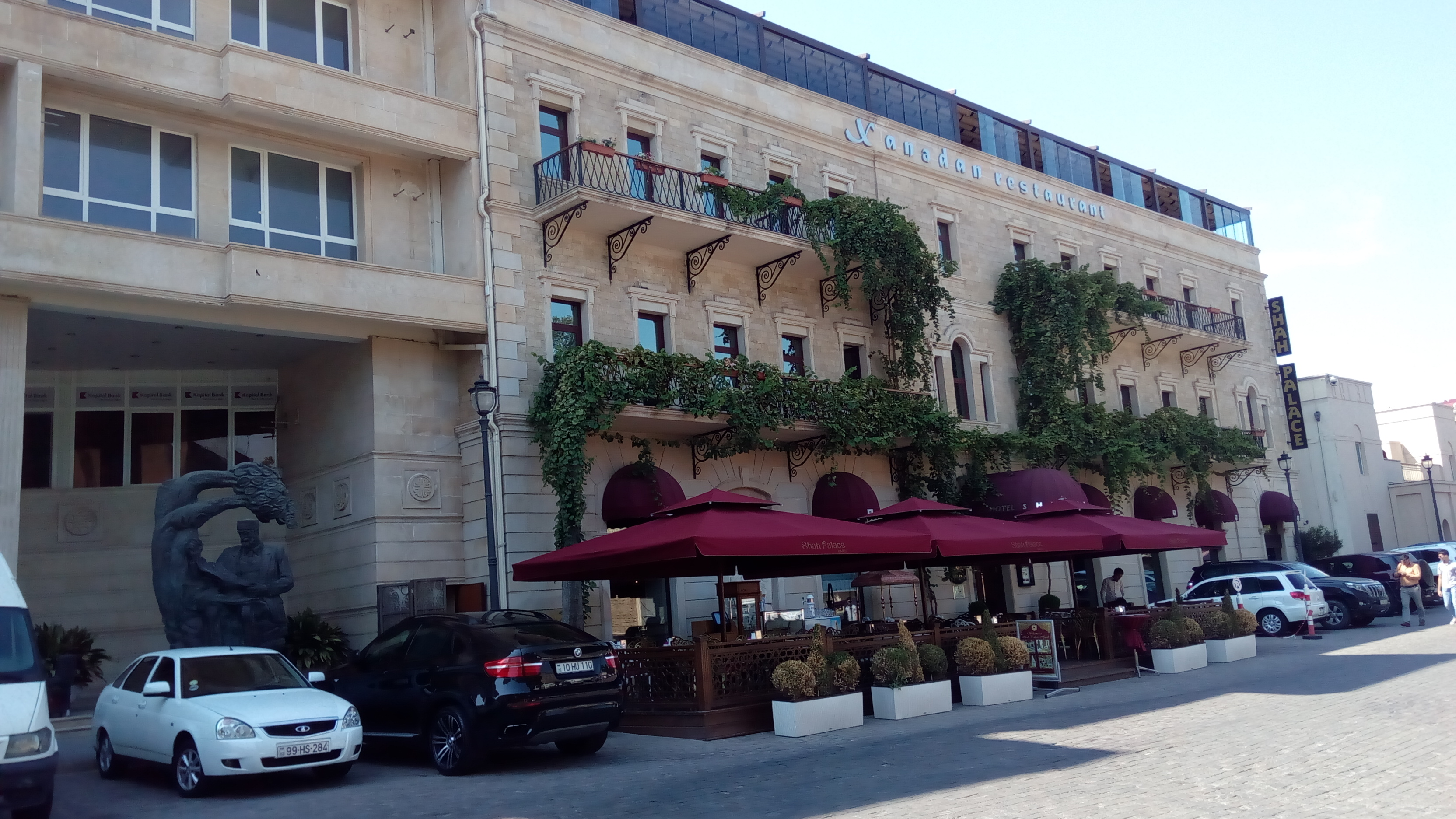
Le bâtiment principal de l'encyclopédie et le monument de Hassan bey Zardabi

Encyclopédie nationale azerbaïdjanaise (en azéri : Azərbaycan Milli Ensiklopediyası) est une encyclopédie universelle en plusieurs volumes publiée en azéri et en russe pendant la période soviétique sous le titre d'Encyclopédie soviétique azerbaïdjanaise. Après l'indépendance de l'Azerbaïdjan en 1991, les autorités décident de relancer la publication de nouveaux volumes sous le titre d'Encyclopédie nationale azerbaïdjanaise. Le bâtiment principal de l'éditeur est situé dans la vieille ville de Bakou. 

## Histoire

### Période soviétique
La première tentative de publication de l'Encyclopédie soviétique azerbaïdjanaise a lieu au début du XXe siècle mais n’aboutit pas. Le décret de publication de l'Encyclopédie soviétique azerbaïdjanaise a été signé le 30 décembre 1965 et le premier volume a été publié en 1970, mais la publication a été suspendue pour non-respect de la réglementation soviétique. Conformément à l'ordre de 1975, l'encyclopédie a été restaurée. Au cours des années 1976-1987, la publication d’une nouvelle version de l’encyclopédie a été complétée, remplaçant la version précédente.

### Indépendance de l'Azerbaïdjan
Après l’indépendance, un décret de publication de l’Encyclopédie nationale azerbaïdjanaise a été signé, daté du 30 mai 2000. Le 5 mai 2004, un décret présidentiel a été signé pour la création du Centre de recherche de l’Encyclopédie nationale azerbaïdjanaise afin de garantir la encyclopédie. L'encyclopédie a été publiée par le Centre de recherche de l'Académie nationale des sciences d'Azerbaïdjan. Les premiers 25 000 exemplaires ont été publiés par les éditeurs Cherg-Gherb et livrés gratuitement aux bibliothèques et autres organisations. 
En 2007, un volume spécial intitulé «Azerbaïdjan» a été publié. En outre, le premier volume de l'encyclopédie nationale d'Azerbaïdjan a été publié en 2009. Il est prévu de publier un total de 20 volumes de l'encyclopédie, chaque volume contenant entre 800 et 900 pages. Chaque volume d’encyclopédie sera publié à 30 000 exemplaires. 

## Éditions

### Version russe
La version russe de l'encyclopédie nationale azerbaïdjanaise a été publiée à cinq mille exemplaires. C'est une collection générale sur l'Azerbaïdjan, qui contient des informations sur l'histoire, la culture, la littérature, la science et l'éducation du pays.
En 2012, un volume spécial en russe a été publié en Allemagne.

### Autres éditions
- Azərbaycan // Encyclopédie nationale azerbaïdjanaise -  (ISBN 978-9952-441-01-7).
- A - Argelander // Encyclopédie nationale azerbaïdjanaise -  (ISBN 978-9952-441-02-4).
- Argentine - Babilik // Encyclopédie nationale azerbaïdjanaise -  (ISBN 978-9952-441-05-5).
- Babilistan - Bəzirxana // Encyclopédie nationale azerbaïdjanaise -  (ISBN 978-9952-441-07-9).
- Bəzirxana - Brünel // Encyclopédie nationale azerbaïdjanaise -  (ISBN 978-9952-441-03-1).
- Büssel - Çimli-podzol torpaqlar // Encyclopédie nationale azerbaïdjanaise -  (ISBN 978-9952-441-10-9).
- Çin - Dərk // Encyclopédie nationale azerbaïdjanaise -  (ISBN 978-9952-441-11-6).